# 고질라 (항성)
고질라는 봉황자리 방향으로 약 109억 광년 떨어져 있는 밝은 청색 변광성이다. 선버스트 은하에 위치하며, 중력 렌즈 은하단인 PSZ1 G311.65-18.48을 통해 관측되었다.

## 명칭의 유래
고질라라는 이름은 발견자들이 2022년 발표한 논문에 따르면 해당 항성의 엄청난 배율과 밝기 때문에 붙여진 이름이라고 한다.

## 가장 밝은 항성
원래 허블 우주 망원경(HST)으로 촬영한 이미지에서 가능성 있는 일시적 사건으로 NW 호에서 식별되었다.
그러나, 2022년 10월 기준으로, 현재 관측할 수 있는 가장 밝은 별이다. 이는 별이 최소 7년 동안 일시적인 광도 증가를 겪고 있는 것으로 추정된다.

## 변광 특징과 나이
고지라의 일부 변광 특징은 용골자리 에타와 같은 우리 은하의 밝은 청색 변광성과 유사하여 고질라가 생애의 끝에 가까워졌을 수 있음을 알려준다.
고지라는 19세기 용골자리 에타의 대 분출과 유사한 일을 겪고 있는 것으로 연구되었으며, 이 기간 동안 이 별은 관측 가능한 우주에서 가장 밝은 별이 되었을 것으로 추정된다.

## 여담
이 별의 이름과 흡사하게 고지라 시리즈와 연관된 이름을 가진 별이 하나 더 있다. 이름은 모스라이며, 지구에서 약 177억 광년 떨어져 있는 황색 극대거성과 청색 초거성으로 이루어진 쌍성계이다.

## 같이 보기
- 밝은 청색 변광성
- 봉황자리
- 용골자리 에타